# Ehrenzeichen Pionier der Arbeit
Das Ehrenzeichen „Pionier der Arbeit“ zählt zur Gruppe der Ehrenzeichen der NSDAP. Es wurde im August 1940 durch Adolf Hitler gestiftet und war zur Auszeichnung für bestimmt krönende Arbeitsleistungen vorgesehen. 
Die Verleihung erfolgte im „Namen des Führers“ durch den Leiter der Deutschen Arbeitsfront Robert Ley an Tagungen der Reichsarbeitskammer. Dieser formulierte die Auszeichnung so: Das Ehrenzeichen „Pionier der Arbeit“ ist die Krönung des Leistungssystems, das im ehrlichen Wettkampf der Betriebe durch die Schaffung von Vorbildern zu höchsten Leistungen in wirtschaftlicher und sozialer Hinsicht führen soll. Es ist die höchste Auszeichnung, die auf diesem Gebiet im nationalsozialistischen Staat errungen werden kann. 

## Verleihungsberechtigte
Verleihungsberechtigt waren seiner Stiftung nach, alle „Volksgenossen“ eines „Nationalsozialistischen Musterbetriebs“. (vgl. dazu auch Kriegsverdienstkreuz auf Fahnen).

## Aussehen
Die Auszeichnung ist ein aus Silber gefertigtes vergoldetes hochovales, rot emailliertes Steckabzeichen, dass von einem dichten goldenen Lorbeerkranz umschlossen ist. Aufliegend der goldene nach links  blickende Reichsadler, der in seinen Fängen ein Zahnrad trägt. Im Zahnrad selbst ein hochkant stehendes schwarz emailliertes Hakenkreuz auf weißem Grund.

## Trageweise
Getragen wurde die Auszeichnung auf der linken Brusttasche unterhalb der Ehrenzeichen der Wehrmacht (sofern vorhanden), jedoch über denen der Parteiabzeichen bzw. neben dem Kriegsverdienstkreuz.
Nach dem Gesetz über Titel, Orden und Ehrenzeichen von 26. Juli 1957 darf die Auszeichnung in der Bundesrepublik Deutschland in keinerlei Form getragen werden.

## Verleihungen

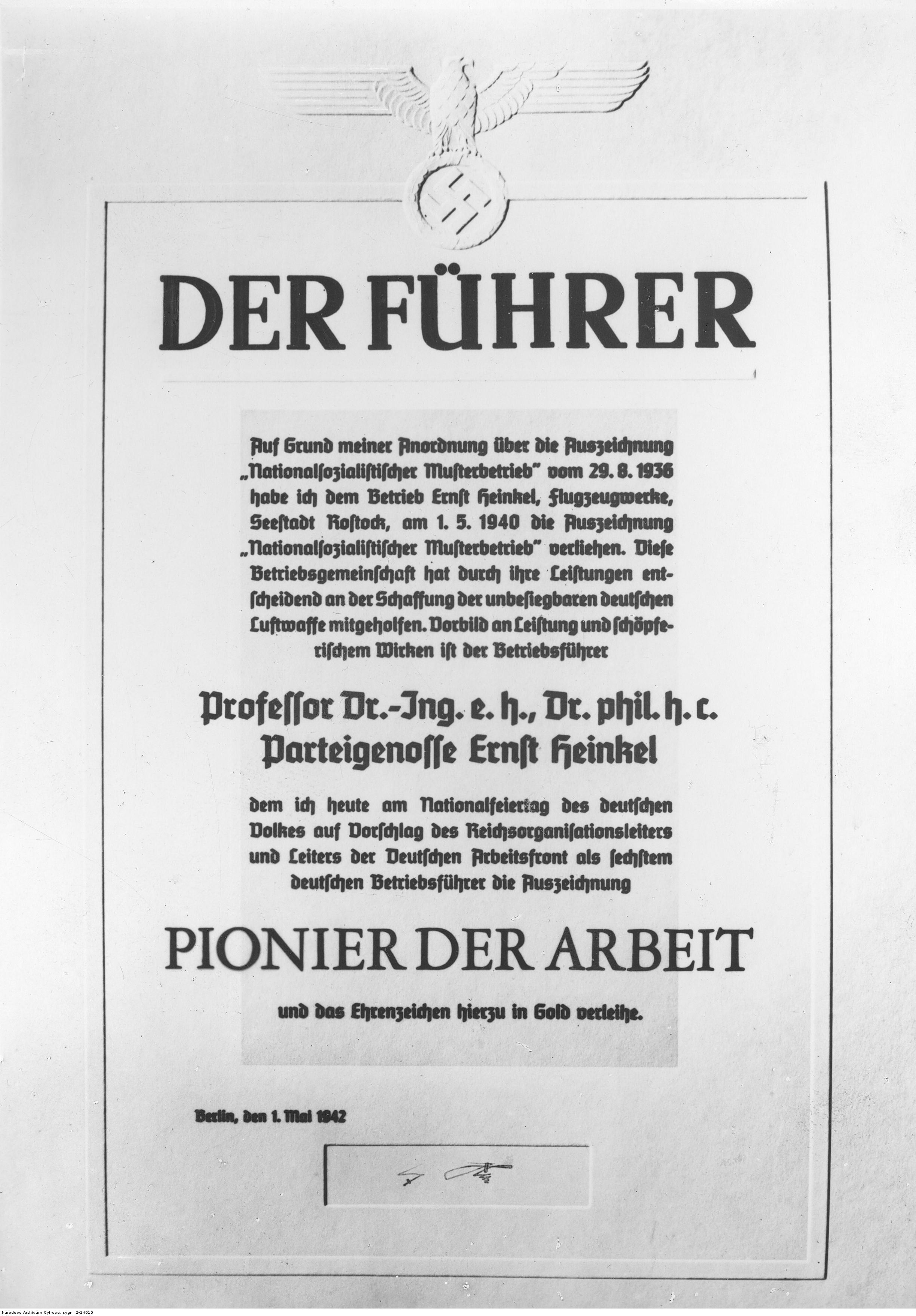
Ehrenzeichen Ernst Heinkel

Das Ehrenzeichen wurde bis zum 28. Juni 1944 an folgende 19 Personen verliehen: 
- Gustav Krupp von Bohlen und Halbach am 7. August 1940 anlässlich seines 70. Geburtstags (erstmalige Verleihung)
- Max Amann am 1. Mai 1941
- Wilhelm Ohnesorge am 1. Mai 1941
- Willy Messerschmitt am 1. Mai 1941
- Robert Bosch am 23. September 1941 anlässlich seines 80. Geburtstags
- Ernst Heinkel am 1. Mai 1942
- Ferdinand Porsche am 1. Mai 1942
- Walther Funk am 1. Mai 1942
- Konrad Grebe am 1. Mai 1943
- Julius Dorpmüller am 1. Mai 1944
- Hermann Röchling am 1. Mai 1944
- Albert Vögler am 1. Mai 1944
- Claudius Dornier am 1. Mai 1944
- Helmut Stein am 1. Mai 1944
- Ernst Becker am 1. Mai 1944
- John Schwarzer am 1. Mai 1944
- Peter Küster am 1. Mai 1944
- Eugen Wieczorek am 1. Mai 1944
- Albert Pietzsch am 28. Juni 1944 anlässlich seines 70. Geburtstags